# 1996年夏季残疾人奥林匹克运动会爱沙尼亚代表团
1996年夏季残疾人奥林匹克运动会爱沙尼亚代表团是爱沙尼亚派出的1996年夏季残疾人奥林匹克运动会代表团。获得3枚金牌、4枚银牌和2枚铜牌。